# Mám boky jako skříň
Mám boky jako skříň is een Tsjechisch popnummer dat wordt gezongen door Ewa Farna en in oktober 2015 is uitgebracht op het internettelevisie kanaal Playtvak.cz. Het is geschreven op de melodie van All About That Bass en gaat met humor en zelfspot over de manier waarop de zangeres omgaat met haar overgewicht. Het idee om het liedje te maken en haar heupen daarin te benadrukken ontstond door een grap van een radioprogramma dat haar belde met een aanbod om voor haar meubels te maken naar de grootte van haar heupen. 

## Populariteit
Het liedje werd in Tsjechië zo populair dat de producer van All About That Bass contact opnam met de mededeling dat hij de versie niet goedkeurde. Na opsturen van al het materiaal keurden de schrijvers het ook niet goed en mocht het nummer officieel niet op haar Youtube kanaal, de radio en concerten worden gezongen.
Er werden T-shirts met teksten over het nummer verkocht, onder andere met de ludieke tekst "Mám ráda svůj zadek" (ik ben blij met mijn achterwerk). In Polen kwam dat shirt uit met de tekst "Lubię swoją dupę". 